# Spiegelberg (Badenia-Wirtembergia)
Spiegelberg – miejscowość i gmina w Niemczech, w kraju związkowym Badenia-Wirtembergia, w rejencji Stuttgart, w regionie Stuttgart, w powiecie Rems-Murr, wchodzi w skład związku gmin Sulzbach. Leży nad rzeką Lauter, ok. 27 km na północ od Waiblingen, w Lesie Szwabsko-Frankońskim.

## Dzielnice
Dauernberg, Großhöchberg, Jux, Kurzach, Nassach, Spiegelberg i Vorderbüchelberg.